# Латвийски език
Латвийският език (latviešu valoda) е балтийски език. Той е официален език на Латвия, където се говори от около 1 400 000 души. Латвийският е част от източната подгрупа на балтийските езици, които са част от индоевропейското семейство, най-близка до славянските и германските езици. Латвийският е най-близък до литовския език, единственият друг използван днес балтийски език, но различията между тях са значителни и те не са взаимно разбираеми без предварително изучаване.

## История
Съвременният латвийски език е запазил много от първоначалните морфологични особености на индоевропейските езици, като по тази причина е обект на множество изследвания в областта на индоевропейската лингвистика. Според изследвания по сравнителна лингвистика латвийският език е един от най-архаичните индоевропейски езици.
Съществува хипотеза за съществуването на единен балто-славянски език, обособила се след отделянето от праиндоевропейската езикова група, която включва балтийските езици и праславянския език. Според Szemerényi (1957) след продължителен период на съвместно съжителство балтийския клон се отделя от славянския. Други лингвисти (Meillet, Klimas, Zinkevičius) се противопоставят на тази гледна точка, отричайки съществуването на общ балто-славянски език и обясняват приликите с близки контакти през различни исторически епохи. Въпреки наличието на определени архаизми не може да се отрече, че точният начин, по който балтийските езици са се развили от праиндоевропейския език не е ясен.
Предполага се, че източните балтийски езици са се отделили от западните между 5 и 7 век. Обособяването на отделни литовски и латвийски език започва след 9 век. Въпреки това за дълъг период от време двата езика могат да бъдат разглеждани като отделни диалекти на един общ език. Преходните диалекти са съществували поне до 14 - 15 век, а вероятно и чак до 17 век. Голямо значение за независимото развитие на двата езика има също окупирането на западната част на Даугавския басейн (покриващ почти цялата територия на днешна Латвия) от немския Ливонски орден.
Първите текстове на латвийски език се появяват след 1530. През 1908 латвийските езиковеди Карлис Милебахс и Янис Ендзелинс създават съвременната латвийска азбука като разширен вариант на латиницата.

## Азбука
Съвременната латвийска азбука включва 33 букви:
A a [a]               L l [л]
Ā ā [a:]              Ļ ļ [ль]
B b [б]               M m [м]
C c [ц]               N n [н]                   
Č č [ч]               Ņ ņ [нь]                    
D d [д]              O o [уо] [о] [о:]
E e [е] [æ]         P p [п]
Ē ē [е:] [æ:]       R r [р]
F f [ф]               S s [с]
G g [г]               Š š [ш]
Ģ ģ [дь]            T t [т]
H h [х]               U u [у]
I i [и]                 Ū ū [у:]
Ī ī [и:]                V v [в]
J j [й]                Z z [з]
K k [к]               Ž ž [ж]
Ķ ķ [ть]

Буквите q, w, x и y не са включени в азбуката.
Буквата е има два начина на произнасяне - кратко е и кратко отворено е.
Буквата ē има два начина на произнасяне - дълго е и дълго отворено е.
Буквата о се чете като дифтонг уо в изконно латвийски думи, стари заемки, повечето топоними, както и някои фамилни имена. Като монофтонг о или о: се чете в нови заемки, редица топоними и фамилни имена.
Дължината на гласните звукове се обозначава с макрон (garumzīme).
Чуждоезичните имена и фамилии графично (и морфологично) се адаптират: англ. John Kennedy (Джон Кенеди) > Džons Kenedijs, англ. Katy Perry (Кейти Пери) > Keitija Perija.

## Фонетика
Интересно е да се отбележи, че латвийският език изменя собствените имена от други страни и езици, приспособявайки ги фонетично към именната си система.
Например, името на шотландската енория Лекропт (Lecropt) се изменя на Lekropta, или думата euro „евро“ става eira, макар че в разговорната реч се използва eiro, за което имаше спорове в Европейската комисия. Ударението пада обикновено върху първата сричка и е музикално.

## Граматика
- Сложна склонитбена система: седем падежа, два рода.
- Отношенията между частите на речта се изразяват чрез предлози и следлози (под влияние на финските езици).
- Три прости и три сложни глаголни времена.
- Шест глаголни наклонения: инфинитив, изявително, повелително, условно, конюнктив (за непряка реч), задължаващо (тъй като липсва глагол „трябва“).

## Речник
Има стремеж за замяна на думи от чужд произход с латвийски. Например, dators се използва вместо kompjūters, макар че буквалният латвийски превод е skaitļotājs.